# Biểu tình Djibouti 2011
Biểu tình Djibouti 2011 là hàng loạt các cuộc biểu tình và bạo loạn tại Djibouti, bắt đầu vào tháng 1 năm 2011. Đây là một phần của biểu tình tại Trung Đông và Bắc Phi 2010–2011.

## Tổng quan
Tổng thống Djibouti Ismail Omar Guelleh đã cầm quyền từ năm 1999. Vào ngày 9 tháng 2, chủ tịch Liên đoàn Nhân quyền Djibouti đã bị bắt giữ.